# Сенс життя за Монті Пайтоном
«Сенс життя за Монті Пайтоном» (англ. Monty Python's The Meaning of Life) — музичний комедійний фільм британської комік-групи Монті Пайтон, випущений 23 червня 1983 року у Великій Британії.
На відміну від двох попередніх повнометражних фільмів — «Монті Пайтон і Священний Грааль» (1975) і «Буття Браяна за Монті Пайтоном» (1979), — у цій картині відсутня єдина сюжетна лінія.

## Сюжет
Вступ показує групу старих бухгалтерів Страхової компанії «Крімсонс», які вирішують повстати і стають піратами.
Спершу шестеро риб з обличчями учасників Монті Пайтон у акваріумі ресторану вітають одна одну, а потім бачать, як їхнього друга вже приготували і їдять. Це спонукає їх замислитися над сенсом життя. Далі відбувається низка епізодів.
«Диво народження». Акушери ігнорують породіллю, намагаючись догодити адміністратору лікарні. У Йоркширі римо-католик втрачає роботу і повідомляє своїм численним дітям, що продасть їх для наукових експериментів. Родина робить висновок, що користуватися контрацептивами — це гріх, бо перешкоджає зростанню кількості вірян, і співає пісню «Кожна сперма священна». За ними спостерігає з вікна чоловік-протестант, який пишається тим, що протестанти можуть використовувати засоби контрацепції та займатися сексом для задоволення. Його дружина зауважує, що він не займається з нею сексом, однак чоловік гордий, що має право це робити.
«Зростання та навчання». Клас хлопців готується до уроку статевого виховання. Вчитель, який претендує називатися прогресивним, пропонує спостерігати, як він займається сексом зі своєю дружиною. Один хлопець сміється, і його карають, відправивши на матч з регбі, де учні грають проти вчителів.
«Боротьба один з одним» містить три сцени, що стосуються британських військових. Під час битви на Соммі під час Першої світової війни британський офіцер намагається відправити солдатів у очевидно самовбивчу атаку, але натомість вони дарують йому прощальні подарунки. Сучасний армійський старшина наказує своїм солдатам сказати, чим вони хотіли б займатися замість вишколу. Але почувши, звільняє кожного. В 1879 році під час англо-зулуської війни під час битви при Дрифт-Рорк солдат виявляє, що йому відкусили ногу. Лікар робить висновок, що це зробив тигр (при тому, що тигри в Африці не живуть). Солдати розшукують звіра, але знаходять двох англійців у костюмі тигра, що вигадують різні абсурдні виправдання.
У «Середині фільму» різні персонажі дивного вигляду кидають виклик глядачам у грі під назвою «Знайдіть рибку». У «Середньому віці» американська пара відвідує ресторан, оформлений, як катівня. Офіціант пропонує розмову про філософію та сенс життя. Клієнти проте говорять про трансплантацію органів, за чим спостерігають риби. У «Живих трансплантатах органів» двоє парамедиків видаляють живому донору печінку. Потім один з них нагадує дружині донора про нікчемність людства у Всесвіті, спонукаючи віддати і свою печінку теж. Керівники американського конгломерату обговорюють сенс життя, перш ніж зазнають нападу піратів Страхової компанії «Крімсонс».
«Золоті роки» показує музиканта, який співає як добре мати пеніс. Ресторан відвідує товстий і неохайний ненажера, який постійно блює. Проте офіціанти і відвідувачі ресторану терплять це, бо ненажера багатий. Насамкінець ненажера розривається від переїдання.
«Сенс життя» демонструє прибиральницю-расистку, що працює в тому ж ресторані. Офіціант відвідує будинок, де він народився, згадує повчання своєї матері, а потім сердиться, коли не може продовжити спогади.
Епізод «Смерть» зображає засудженого, який сам собі обирає спосіб страти. Напівоголені жінки женуть його в могилу. Далі слідує анімація про листя, що вчиняє самогубство, скидаючись із дерева. Смерть відвідує будинок, де насилу переконує його жителів, що вони вже мертві. Вони вирушають зі Смертю до показаного в «Середньому віці» ресторану, який виявляється потойбічним світом. Потім вони заходять у готель, де завжди святкують Різдво, і зустрічаються з героями попередніх епізодів. Їхню пісню перериває «Кінець фільму». Жінка з телешоу в «Середині фільму» розкриває конверт і зачитує в чому ж полягає сенс життя: «Нічого особливого. Будь ласкавий з усіма людьми, не їж жирного, іноді прочитуй хорошу книжку, рухайся і намагаються жити разом у мирі та гармонії з людьми всіх віросповідань і національностей».